# ラデツキー行進曲 (小説)
『ラデツキー行進曲』（ドイツ語: Radetzkymarsch）は、オーストリアの作家ヨーゼフ・ロートによる歴史小説。題名は、ヨハン・シュトラウス1世の行進曲にちなむ。
オーストリア皇帝フランツ・ヨーゼフ1世の危機を救った「ソルフェリーノの英雄」とその子孫の運命を、オーストリア＝ハンガリー帝国の没落に重ねて描いた。続編として、「ソルフェリーノの英雄」の弟の子孫を主人公に据えた『皇帝廟』がある。

## 概要
ドイツの『フランクフルト新聞』で連載。連載当時は題名がなく、単行本出版の際に題名が決まった。構想段階では、1890年から1914年までの旧オーストリアを扱うつもりだったが、最終的には1859年から1916年までの物語となった。

## 成立
ドイツの文筆家Wolf Jobst Siedlerは「ロートは1933年1月のナチスによる権力掌握の直前、当時蒸留酒メーカーのマンペ社がベルリンのクーダム地区で運営していたホテルMampes Gute Stubeに数か月にわたって滞在し、本作の大部分を書き上げた。皇帝とハプスブルク家の没落に対する悲しみは、おそらく古き良きヨーロッパの消滅に対する悲しみでもあったのだろう」と述べている。
ロートの手紙を検証したところ、実際には1930年の秋からシュテファン・ツヴァイクなど友人の居所やフランクフルト、ベルリン、パリ、バーデン＝バーデンのホテル、南仏のアンティーブ等で書かれたらしい。執筆は1932年の夏に完了し、初版本は1932年の8月末から9月初旬にベルリンで刊行された。

## 物語
3部構成。

### 第1部

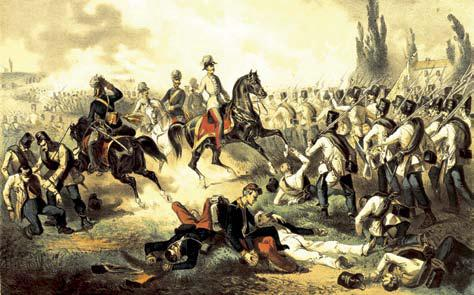
ソルフェリーノの戦いにおけるオーストリア皇帝フランツ・ヨーゼフ1世

1859年、ソルフェリーノの戦いにて。敵軍の退却するさまを、皇帝フランツ・ヨーゼフ1世は従者に差し出された双眼鏡で覗こうとした。それを目にしたスロヴェニア人の歩兵少尉ヨーゼフ・トロッタは、仰天した。たとえ敵軍が退却しているとしても、しんがりを務める部隊はまだオーストリアの方を向いているに違いない。双眼鏡を持ち上げた者は、自分が狙撃されるに足る目標であることを相手に知らせるようなものではないか、と震え上がった。トロッタ少尉は、皇帝の両肩を掴んで上から押さえつけた。フランツ・ヨーゼフ1世が転倒したその時、皇帝の心臓を狙った弾丸が、トロッタの左肩を貫いた。
回復したトロッタは、大尉の階級、帝国最高の勲章であるマリア・テレジア軍事勲章、貴族の称号を授かり、ジポーリエという生まれ育った村の名を取って、「ヨーゼフ・トロッタ・フォン・ジポーリエ」と呼ばれるようになった。
トロッタは突然の変化に困惑した。まるで自分の人生が他人の人生と取り換えられてしまったかのような思いだった。傷痍軍人であった父への手紙も、うまく書くことができない。トロッタ家はヨーゼフの祖父まではスラヴの農民の家系だったが、ヨーゼフはもはやその家系から離れてしまったのである。ある日、ヨーゼフは「ソルフェリーノの戦いでのフランツ・ヨーゼフ1世」という表題の息子フランツの読本を見た。トロッタ少尉はその読本の中で、敵の騎兵に囲まれた皇帝をサーベルで華々しく救出したことになっていた。ヨーゼフは悪用されたと激怒し、皇帝に拝謁して苦情を申し立てた。拝謁が済んで駐屯地に戻った後、彼は退役を願い出たが、しかし退役しても皇帝の恩寵は失われず、男爵位を授けられた。
ヨーゼフはスロヴェニアの小農のように暮らし、昔のことを思い出して時折腹を立てた。彼は自分のことを後世の人々が忘れてくれるように願っていた。ヨーゼフは財産の多くを傷痍軍人基金に遺贈することを決断し、できる限り質素に埋葬するよう遺言したが、彼の簡素な墓石には「ソルフェリーノの英雄」という誇り高い通称が刻まれていた。

## 登場人物
ヨーゼフ・フォン・トロッタ＝ジポーリエ（Joseph von Trotta Sipolje）
トロッタ家勃興のきっかけとなった人物。スロヴェニアの農村出身で、ソルフェリーノの戦いに陸軍歩兵少尉として従軍した際に皇帝フランツ・ヨーゼフ1世の命を救う。その功績により貴族の称号を授けられ「ソルフェリーノの英雄」として尊敬を集めたものの、ほどなく軍を辞してボヘミアに移住。舅の領地を相続し、その管理人として余生を送った。
フランツ・フォン・トロッタ＝ジポーリエ（Franz von Trotta Sipolje）
ヨーゼフの息子。父親の命により文官となり、メーレンのW市（現チェコのヴィシュコフ市と思われる）で郡長を務める。謹厳実直な性格で、皇帝の代理者たる地方行政官としての職務を全うする。
カール・ヨーゼフ・フォン・トロッタ＝ジポーリエ（Carl Joseph von Trotta Sipolje）
フランツの息子。騎兵幼年学校を卒業後、騎兵少尉に任官される。やがて歩兵に転じてガリツィアのロシア国境の町B（現ウクライナのブロディと思われる）に赴任。紆余曲折の末、第一次世界大戦に従軍することとなる。
フランツ・ヨーゼフ1世（Kaiser Franz Josef I.）
オーストリア＝ハンガリー皇帝。本作においては衰退する帝国の象徴として描かれる。トロッタ家三代の男たちは、それぞれ何らかの形で皇帝と謁見する機会を得る。
ヨーゼフ・トロッタの父
スロヴェニアの農村出身で、主計下士官を経て国境警備隊曹長となる。ボスニアの密輸人との戦闘で片目を失ってからは、傷痍軍人としてウィーンのラクセンブルク宮殿で庭園管理人を務めた。息子が「ソルフェリーノの英雄」として栄達を遂げた姿を見て祝福しつつも、複雑な思いを抱く。
ジャック
初代ヨーゼフの代からフォン・トロッタ家に仕える執事。二代目フランツの生活を献身的に支える。本名はフランツ・クサーヴァー・ヨーゼフ・クロミヒル。
モーザー（Moser）
二代目フランツの寄宿学校時代の同級生。夏の休暇中フォン・トロッタ家に滞在し、初代ヨーゼフの肖像画を描いた。その後はアルコールに溺れて身を持ち崩し、ウィーンの街を徘徊している。